# Rio Pequeno
Der Rio Pequeno ist ein etwa 51 km langer linker Nebenfluss des Rio Iguaçu im Südosten des brasilianischen Bundesstaats Paraná.

## Etymologie
Pequeno heißt auf Deutsch klein. Damit wurde der Fluss vom Rio Grande de Curitiba unterschieden, wie der Rio Iguaçu früher auch genannt wurde.

## Geografie

### Lage
Das Einzugsgebiet des Rio Pequeno befindet sich auf dem Primeiro Planalto Paranaense (Erste oder Curitiba-Hochebene von Paraná).

### Verlauf
Sein Quellgebiet liegt im Munizip São José dos Pinhais etwa 20 km östlich des Hauptorts auf 910 m Meereshöhe. Es liegt im Osten des Umweltschutzgebiets APA Estadual do Pequeno am westlichen Abhang der Serra do Mar. Nur 500 m südlich seines Ursprungs verläuft die BR-277 von Curitiba nach Paranaguá.
Der Fluss verläuft zunächst in westlicher Richtung, bis er nach etwa 25 km das Umweltschutzgebiet verlässt und sich nach Nordwesten wendet. Er mündet auf 874 m Höhe von links in den Rio Iguaçu etwa 300 m unterhalb von dessen Ursprung aus Rio Iraí und Rio Atuba an der BR-277-Brücke. Seit dem Bau des Iguaçu-Hochwasserentlastungskanals Mitte der 1990er Jahre ergießen sich die Wasser des Rio Pequeno in den Kanal und speisen den Rio Iguaçu erst ca. 10 km weiter südlich. Der Rio Pequeno ist etwa 51 km lang.

### Munizipien im Einzugsgebiet
Der Rio Pequeno verläuft vollständig innerhalb des Munizips São José dos Pinhais.